# Gerhard Richter
Gerhard Richter (* 9. února 1932, Drážďany) je německý malíř a vizuální umělec žijící v Kolíně nad Rýnem. Maluje obrazy abstraktní i hyperrealistické, odmítá tvořit jediným stylem. Často kombinuje malbu s fotografií. Roku 1995 získal Wolfovu cenu za umění, o dva roky později cenu Praemium Imperiale. Patří k nejdražším žijícím malířům.

## Život

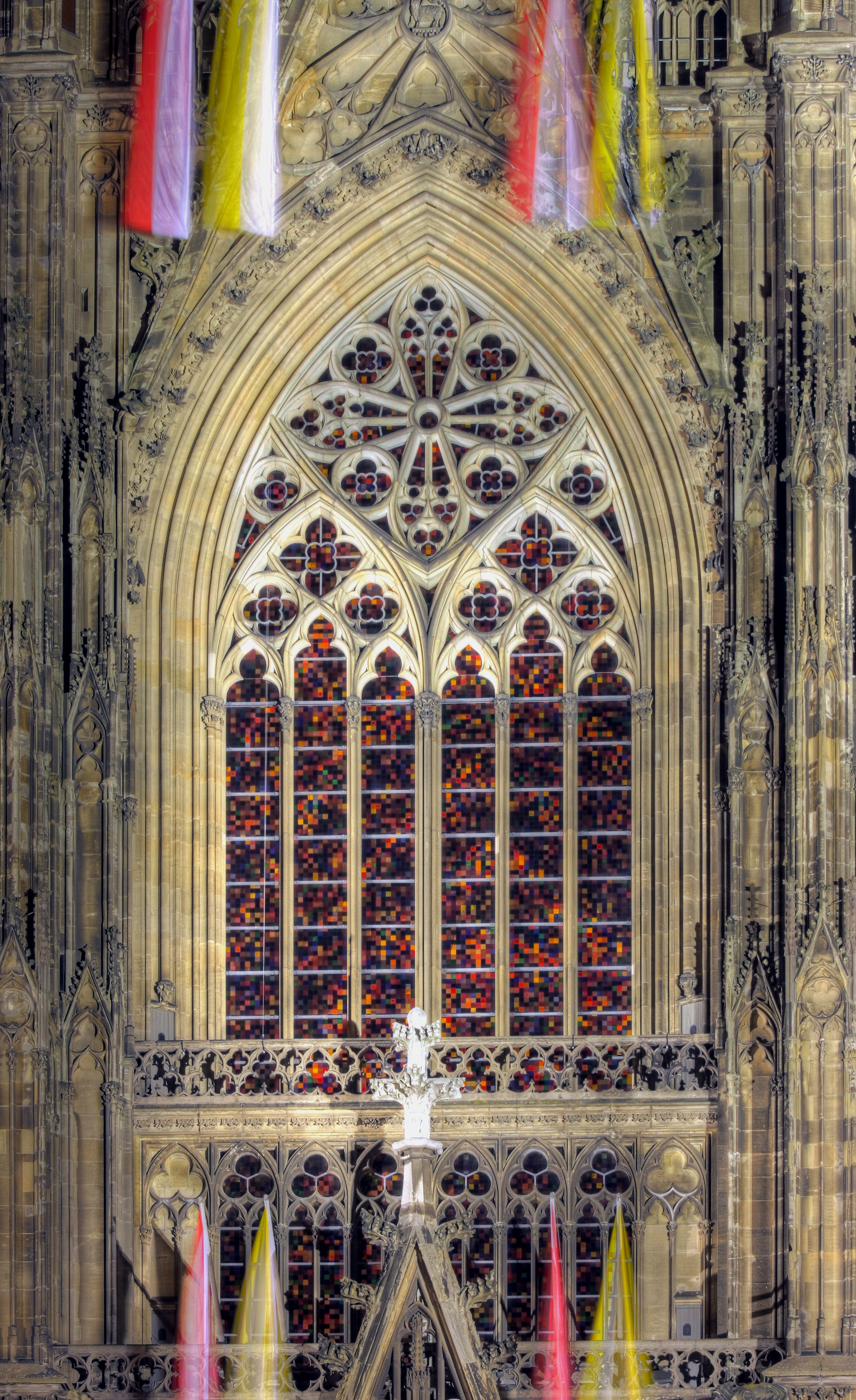
Vitráž v kolínské katedrále

Narodil se v Drážďanech, otec byl učitelem, matka knihkupkyní (její otec byl pianista). V roce 1934 se jeho rodina přestěhovala do malého města Reichenau (dnes Bogatynia). Aby si udržel místo učitele, otec vstoupil do nacistické strany, Gerhard byl od roku 1942 členem nacistické dětské organizace Deutsches Jungvolk; otec však nikdy nebyl aktivním nacistou.
Během druhé světové války byl otec povolán do Wehrmachtu, bojoval na východní i západní frontě, po válce byl v americkém zajetí, ze kterého se vrátil v roce 1946. V roce 1943 matka rodinu přeštěhovala do obce Waltersdorf (dnes součást Großschönau, na hranicích s Českou republikou).
V roce 1948 ukončil Gerhard studia na vyšší obchodní škole v Žitavě. Během studia navštěvoval večerní kurzy malířství. Rok nato získal zaměstnání v tamní reklamní agentuře. Začal malovat plakáty pro komunistickou stranu, která byla tehdy na východě Německa (pozdější NDR) rozhodující silou. Tím se z něj stal profesionální grafik. V roce 1950 začal pracovat jako malíř kulis v městském divadle, byl však propuštěn, když odmítl vymalovat schodiště.
Po propuštění z divadla podal v roce 1950 přihlášku ke studiu na Akademii v Drážďanech (Vysoká škola výtvarných umění v Drážďanech), byl však odmítnut kvůli buržoaznímu původu a bylo mu doporučeno pracovat pro státní společnost, čímž by zvýšil své šance k přijetí v budoucích letech. Začal proto pracovat jako malíř pro textilku v Žitavě.
V roce 1951 byl již na Akademii v Drážďanech přijat, a proto se do rodného města přestěhoval. Ve škole, kde od roku 1953 studoval obor nástěnná malba, se seznámil se svou budoucí první manželkou Marianne (zvanou Ema). Roku 1956 školu absolvoval nástěnnou malbou s názvem Radost ze života, umístěnou v Německém muzeu hygieny (Deutsche Hygiene-Museum) v Drážďanech. (Později, po Richterově emigraci z NDR, byla přemalována). Po vystudování, v letech 1957–1961, působil Richter jako asistent na akademii a maloval nástěnné malby na zakázku.
Jako režimní umělec měl Richter možnost cestovat do ciziny a poznávat nové směry, které se prosazovaly na tehdejší umělecké scéně. V roce 1959 navštívil v západoněmeckém Kasselu výstavu moderního umění documenta II, kde ho zvláště zaujaly obrazy Jacksona Pollocka a Ernsta Wilhelma Naye. Navštívil také Hamburk a Mnichov a několik dní pobýval v Paříži. Kromě toho ho jeho teta, žijící v západním Německu, zásobovala výstavními katalogy, kulturními časopisy a knihami o soudobém umění.
V březnu 1961 spolu s manželkou emigroval. Nejprve sám cestoval jako turista do Sovětského svazu; vzal si sebou o trochu více zavazadel, které pak při návratu uložil na nádraží v Západním Berlíně. Poté se vrátil do Drážďan za manželkou, prodal svého trabanta a druhý den je kamarád odvezl do Berlína. Zde přejeli S-Bahnem do Západního Berlína, což bylo ještě tehdy možné, neboť berlínská zeď byla postavena až o dva měsíce později. Nemohl si tedy s sebou vzít ani žádné své obrazy, měl pouze album s jejich fotografiemi.
V NSR se usadili v Düsseldorfu. Zde začal studovat na Kunstakademie Düsseldorf, kde získal dvouleté stipendium. Tato škola byla v té době líhní avantgardních umělců, proto si ji Richter vybral. Ve třídě, kterou vedla přední osobnost německého informelu Karl Otto Götz, se spřátelil se Sigmarem Polkem a Konradem Luegem-Fischerem. Později se k nim připojil i další německý malíř Blinky Palermo. Společně roku 1963 založili parodicky myšlenou uměleckou skupinu Kapitalistický realismus. Veřejnost v Düsseldorfu měla možnost zhlédnout tvorbu skupiny hned v roce jejího ustavení, a to ve skladu obchodního domu s nábytkem Berges. Měla název Život s Popem. Demonstrace pro kapitalistický realismus. Jak už název napovídá, byla skupina silně ovlivněna americkým a britským pop artem.
Roku 1964 Richter studia na Akademii dokončil. V témže roce měl v galerii Alfreda Schmely v Düsseldorfu svou první samostatnou výstavu. Kritika ji přijala dobře. Svými fotografickými obrazy se Richter v Německu brzy prosadil. Roku 1967 získal v Recklinghausenu cenu Junger Westen, spojenou s finančním ohodnocením, a také se stal hostujícím docentem na Akademii v Hamburku. Jeho rostoucí – už i mezinárodní – renomé se projevilo v profesurách a hostujících profesurách na dalších pedagogických ústavech zaměřených na výtvarné umění: 1971 na düsseldorfské akademii (až do roku 1994), 1978 na Nova Scotia College of Art and Design v Halifaxu v Kanadě, 1988 na Städelschule ve Frankfurtu nad Mohanem.
Už jako renomovaný výtvarník vystavoval v nejprestižnějších galeriích a výstavních akcích na světě: na Benátském bienále (poprvé 1972), Guggenheimově muzeu v New Yorku (poprvé 1969, kolektivní), documentě v Kasselu (poprvé 1972), Tate Gallery v Londýně (prvně 1991), Centre Georges Pompidou v Paříži (1977), Muzeu moderního uměn v New Yorku, Albertině ve Vídni a mnoha dalších. Roku 1973 prvně samostatně vystavoval v USA, a to v Reinhard Onnasch Gallery na Manhattanu.

### Soukromý život
Dcera Gerharda Richtera a jeho manželky Marianne jménem Betty se narodila v roce 1966. V roce 1982 se však manželé rozvedli. Ještě téhož roku si Richter vzal svou žačku, sochařku jménem Isa Genzken; manželství trvalo jedenáct let. Jeho třetí manželkou je od roku 1995 malířka Sabine Moritz (* 1969), jeho poslední žákyně před penzionováním. Pár má tři společné děti. Od roku 1983 žije Richter v Kolíně nad Rýnem.
Richterovou osobností je inspirovaný film německého režiséra Floriana Henckela von Donnersmarcka z roku 2018 Nikdy neodvracej zrak – v originálu Werk ohne Autor (Dílo bez autora).

## Dílo

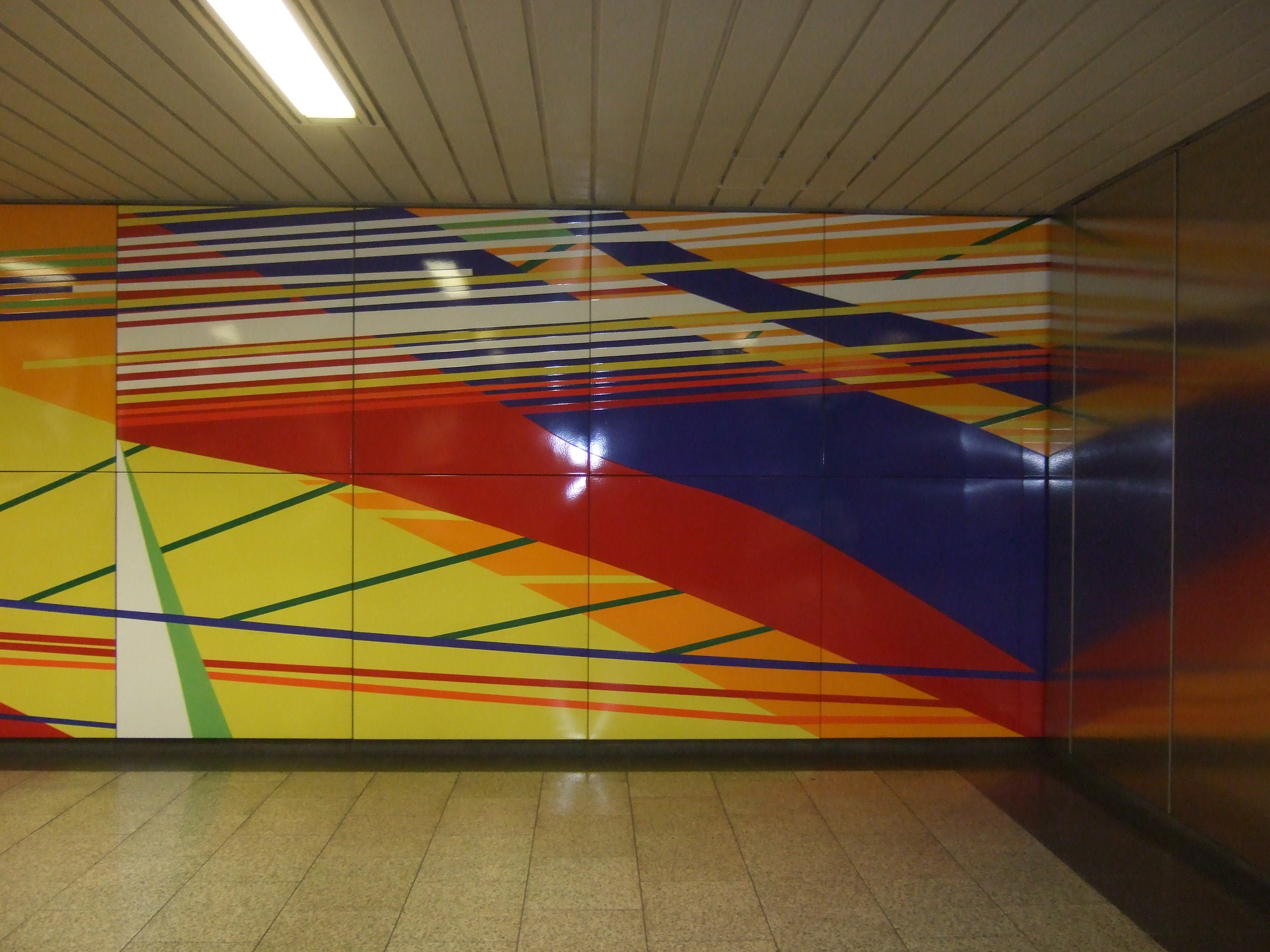
Výzdoba prostor metra v Duisburgu

Richterova raná tvorba byla ovlivněna informelem. To byl umělecký směr vzniklý ve Francii po 2. světové válce. Jeho podstatou bylo, že odmítal všechny klasické formální a kompoziční principy stejně tak jako geometrickou abstrakci. Poté, co se seznámil s tvorbou Roye Lichtensteina, začal v roce 1962 malovat fotografické obrazy. Ty byly odvozeny z fotografií, samostatných i novinových, často s provokativními a nekonvenčními náměty. V polovině 60. let své tematické zaměření obohatil o předměty každodenní potřeby (např. lustr, držák na toaletní papír), zpracované v neosobním, iluzivním stylu. Ve 2. polovině 60. let, ve snaze vyloučit ze své tvorby subjektivitu, vytvářel obrazy, jejichž obsahem byly náhodně vybrané barevné pásky nebo čtverečky (192 barev, 1966). Od konce 60. let přešel Richter k velice osobní formě abstraktního umění. Začal malovat monochromatické "šedé obrázky", které byly částečně odrazem jeho pocitů v době vietnamské války. Expresivní použití barvy v těchto pracích bylo později kombinováno s mnohem jasnější paletou v pracích jako Váza (1984). Ačkoli fotografie v této době nehrála u Richtera už žádnou přímou roli, některé jeho abstraktní kompozice byly odvozeny z velkých fotografií jeho vlastních menších náčrtů, opět kombinujících subjektivní vlastnosti malby s mechanickým procesem fotografie.
Richter dokázal spojit technické schopnosti malíře s intelektuální přísností, které ho zařadily mezi nejinovativnější umělce poválečného období. K pochopení Richterova nezařaditelného, mnohovrstevnatého umění může napomoci jeho výrok o abstraktním umění: Abstraktní obrazy jsou fiktivní modely, protože znázorňují skutečnost, kterou ani nevidíme, ani nemůžeme popsat, na jejíž existenci můžeme ale usuzovat. Označujeme ji negativními pojmy: ne-známé, ne-pochopitelné, ne-konečné a líčili jsme ji už tisíc let v náhradních obrazech jako nebe, peklo, bohy a ďábly. Díky abstraktnímu malířství jsme si vytvořili lepší možnost přiblížit se k neviditelnému, nepochopitelnému, protože s naprosto přímou názorností, tedy všemi prostředky umění, líčí ´nic´.

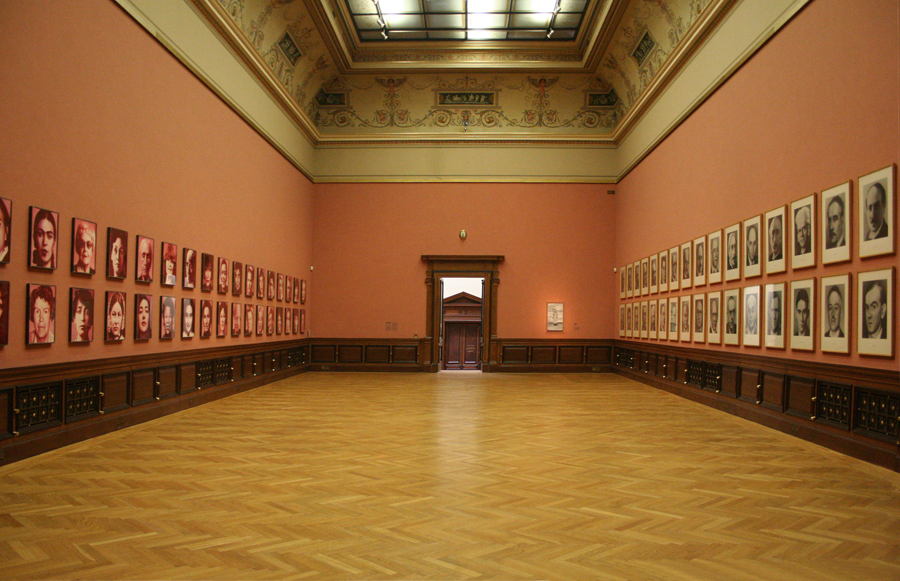
Expozice stejnojmenných obrazů 48 portrétů Gerharda Richtera (vpravo) a Gottfrieda Helnweina v Galerii Rudolfinum v roce 2011

 K jeho velmi známým a mediálně často komentovaným dílům patří vitrážové okno v katedrále v Kolíně nad Rýnem, které vytvořil roku 2007. Je vysoké dvacet metrů, má povrch 113 metrů čtverečních. Skládá se z 11 500 sklíček různých barev. Richter okno katedrále daroval.
Roku 2012 se jeho abstraktní obraz z majetku hudebníka Erica Claptona prodal za 21,3 milionů liber, čímž se stal historicky nejdražším prodaným obrazem od žijícího umělce. V roce 2015 se jeho abstraktní obraz z roku 1986 prodal na aukci v Sotheby's za 30,4 mil. britských liber (asi 1,1 mld. Kč), čímž se zařadil mezi nejdražší žijící malíře.
Ve středu dne 8. března 2017 večer v Londýně na aukci byl prodán obraz Eisberg (Ledovec) za částku 20,4 milionů eur (v přepočtu asi 551,3 milionů korun). Jedná se o dosud nejdražší vydraženou krajinomalbu na světě. Olejomalba z roku 1982 o rozměrech 101 x 151 centimetrů zobrazuje vodní plochu s plujícím ledovcem. V roce 2006 byl v Drážďanech otevřen Archiv Gerharda Richtera.

## Richter v Čechách
V České republice je trvale umístěn jeho obraz Strýček Rudi (Onkel Rudi) z roku 1965, který v roce 1967 ještě jako ne příliš známý umělec daroval Památníku Lidice. Jde patrně o nejdražší dílo žijícího umělce v České republice. Interpretačně složitý obraz zobrazuje Richterova strýce v uniformě wehrmachtu na dovolené z fronty (strýc ve válce padl). Obraz byl namalován v době, kdy v Německu probíhala velká společenská reflexe nacistické minulosti a souvisí se snahou tehdejší mladé generace umělců vyrovnat se s nacistickým dědictvím jejich rodičů.
Roku 2011 vystavila Galerie Rudolfinum v rámci skupinové výstavy Já, bezesporu Richterových 48 portrétů. V roce 2016 se začalo mluvit o Richterově pražské retrospektivě. Konala se v dubnu až září 2017. Pořadatel, Národní galerie Praha, ji neumístil do původně plánovaného Veletržního paláce, nýbrž do Paláce Kinských. Výstavu zhlédlo 55 tis. návštěvníků, čímž se dostala mezi pět nejnavštěvovanějších v roce 2017.